# Ramón Castro Ruz

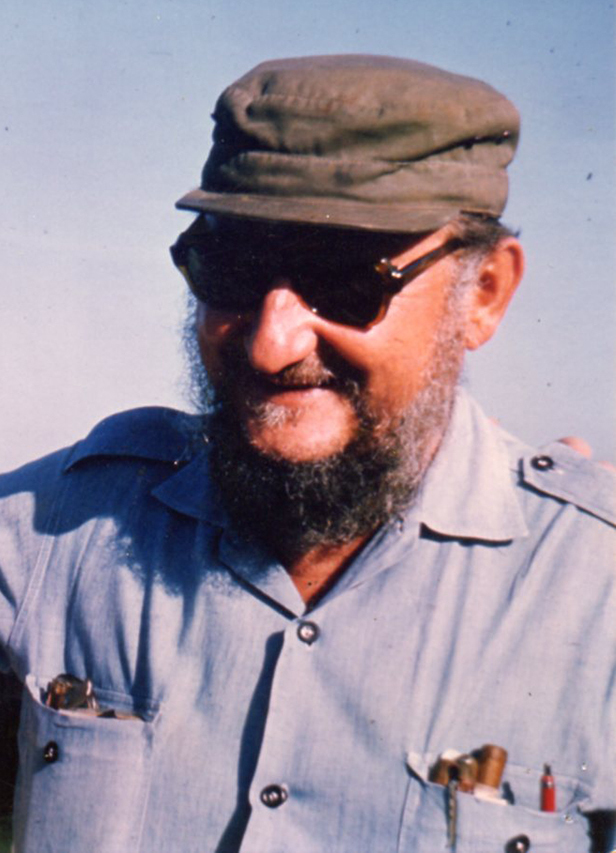
Ramón Castro

Ramón Castro Ruz (ur. 14 października 1924 w Birán, zm. 23 lutego 2016 w Hawanie) – kubański producent rolny, komunistyczny rewolucjonista; starszy brat Fidela i Raúla Castro.

## Życiorys
Urodził się jako syn plantatora Ángela Castro Argiza i Liny Ruz González. Był członkiem założycielem Komunistycznej Partii Kuby oraz wiceprzewodniczącym Asamblea Nacional del Poder Popular (kubański parlament). Po rewolucji był założycielem kilku przedsiębiorstw państwowych, specjalizował się w uprawie i transporcie trzciny cukrowej.